# The Pod Generation
The Pod Generation es una película de comedia romántica y ciencia ficción de 2023 escrita y dirigida por Sophie Barthes.
La película fue estrenada en el Festival de Cine de Sundance de 2023 el 19 de enero de 2023.

## Sinopsis
Una pareja en la futurista Nueva York utiliza tecnología como úteros y cápsulas artificiales desmontables para hacer crecer a su familia.

## Reparto
- Emilia Clarke como Rachel Novy
- Chiwetel Ejiofor como Alvy Novy
- Vinette Robinson como Alice
- Rosalie Craig como directora del Womb Center
- Kathryn Hunter como empleada de la oficina de correos
- Jean-Marc Barr como fundador de Pegazus

## Producción
En octubre de 2021 se anunció que Emilia Clarke y Chiwetel Ejiofor protagonizarían la película, que iba a ser escrita y dirigida por Sophie Barthes. En mayo de 2022, se informó que Rosalie Craig, Vinette Robinson y Kathryn Hunter se agregaron al elenco. Rita Bernard-Shaw y Megan Maczko fueron reportadas como parte del elenco en noviembre de 2022.
El rodaje tuvo lugar en marzo de 2022 en Bélgica.

## Estreno
The Pod Generation se estrenó en el Festival de Cine de Sundance 2023 el 19 de enero de 2023. En marzo de 2023, Roadside Atractions y Vertical Entertainment adquirieron los derechos de América del Norte y estrenaron la película en cines limitados el 11 de agosto de 2023.